# Псковская область
Пско́вская о́бласть — субъект Российской Федерации, входит в состав Северо-Западного федерального округа.
Административный центр — город Псков.
Регион граничит с Ленинградской, Новгородской, Тверской и Смоленской областями, Беларусью, а также со странами Европейского союза — Эстонией и Латвией. Один из двух субъектов России, имеющих границу с тремя государствами (второй — Республика Алтай, граничащая с Казахстаном, Китаем и Монголией).
Образована 23 августа 1944 года. Исторически области предшествовала Псковская губерния, образованная в 1772 году.

## Физико-географическая характеристика

### Часовой пояс
Псковская область находится в третьем часовом поясе (UTC+3). Используемое время обозначается по международному стандарту как московское время (MSK). С 26 октября 2014 года смещение относительно всемирного координированного времени UTC составляет 3 часа. 30-й меридиан восточной долготы, время которого используется в часовом поясе UTC+2, пересекает Псковскую область в восточной её части близ городов Невель и Дно.

### Гидрография
В Псковской области более 3 тысяч озёр, в том числе пятое по величине в Европе — Псковско-Чудское озеро (3558 км²).
Главные реки: Великая (430 км); Ловать (530 км, в том числе в области — 250 км); Плюсса (280 км, в том числе в области — 247 км); Исса, левый приток Великой, (174 км); Шелонь (248 км, в том числе в области — 171 км); Черёха, правый приток Великой, (145 км); Желча (107 км); Пскова, правый приток Великой, (102 км).
Почти десять процентов территории Псковщины занимают болота.

### Добыча полезных ископаемых
Полезные ископаемые Псковской области представлены сырьём осадочного происхождения: известняк, гипс, доломиты, строительный и стекольный песок, глины, сырьё для производства минеральных красителей, а также сапропелем, лечебными грязями, торфом, подземными пресными и минеральными водами. Из вышеуказанных месторождений по состоянию на 01.01.2020 года разрабатывается 58 месторождений, в том числе: стекольные пески — 1, песчано-гравийный материал — 19; песок — 8; песчано-гравийный материал и песок — 11; тугоплавкие глины — 1, легкоплавкие глины — 2; торф −9; сапропель — 1, карбонатное сырьё — 6. Среди них наибольшим спросом пользуется песок и песчано-гравийные смеси, используемые в строительстве и содержании дорог, промышленном и гражданском строительстве. В 2019 году разрабатывалось 38 месторождений, общий объём добычи песка и ПГМ составил 2473,6 тыс. м3. Объём добычи по другим видам полезных ископаемых в 2019 г.: — карбонатное сырьё — 713,1 тыс. м3, в том числе- известняк (строительный камень, щебень, известняковая мука) — 507,7 тыс. м3; — природный облицовочный камень — 2,4 тыс. м3; — известняк на обжиг для получения строительной извести — 203,0 тыс. м3; — торф — 90,7 тыс. тонн; — формовочные пески — 45,2 тыс. тонн; — тугоплавкие глины — 70 тыс. тонн; — сапропель — 0,255 тыс. м3.

### Растительный и животный мир
Леса занимают около 30 % площади области. Распространены хвойные, смешанные и лиственные леса. Чаще всего встречаются сосновые боры. Реже, в основном на севере, встречаются сумрачные еловые леса. Помимо этого, распространены смешанные лиственные леса, в Новосокольническом районе растут и дубравы.
В Псковской области произрастает более 1200 видов сосудистых растений, из которых 156 видов занесёны в Красную книгу Псковской области.
В лесах области водятся волки, медведи, рыси, лисы, зайцы, норки, кабаны, лоси, куницы, енотовидные собаки, белки и другие. Среди птиц стоит выделить орлана-белохвоста, чёрного аиста, зимородка, тундрового лебедя. В области довольно высока популяция рыси, почти исчезнувшей на остальной территории РФ.
В водоёмах Псковской области обитает 39 видов рыб и круглоротых. Из них 3 вида ручьевая форель, европейский хариус и обыкновенный подкаменщик нуждаются в специальных мерах охраны и занесены в Красную книгу Псковской области. Основными массовыми видами рыб являются: судак, лещ, щука, налим, окунь, плотва, ёрш, густера, краснопёрка, язь, жерех, уклея, карась. В Псковской области добывают деликатесную рыбу снеток.

## История
Образована 23 августа 1944 года Указом Президиума Верховного Совета СССР, 2 октября 1957 года в её состав вошла бо́льшая часть упразднённой Великолукской области.
Ранее на территории, на которой находится Псковская область, существовал ряд административно-территориальных образований.
С первой половины XIV века Псковская земля — самостоятельное государственное образование со своими политическими институтами: вече, избираемые посадники, приглашённые князья. Во второй половине XV века Псков признаёт сюзеренитет Московского княжества. В 1510 году Псковская земля вошла в состав Московского государства.
До 1721 года Псковский край — форпост на северо-западе русского государства. Псковичи обороняли свои земли от Ливонского ордена, Великого княжества Литовского, Речи Посполитой, Швеции. Они не только успешно защищали свою землю, но и торговали с соседями. Торговыми партнёрами Пскова были города Ганзейского Союза, Швеция, Речь Посполитая.
Уезды были низшей административной, судебной и фискальной административной единицей. На территории, на которой ныне находится Псковская область, известны Великолукский, Гдовский, Невельский, Новоржевский, Опочецкий, Порховский, Себежский, Островский, Псковский уезды, так, например, Псковский уезд в 1510—1708 годах был в составе Великого княжества Московского, затем до 1710 года на основании Указа Петра I в составе Ингерманландской губернии, затем до 1719 года в составе Санкт-Петербургской губернии, в которую была переименована Ингерманландская губерния.
Созданные в России губернии были обширны по своей территории, губернские канцелярии не справлялись с управлением, и в 1719 году введена промежуточная административно-территориальная единица между уездом и губернией — провинция. Псковская провинция была образована в 1719 году в составе Санкт-Петербургской губернии, а затем с 1727 года была в составе вновь образованной Новгородской губернии.
Псковская губерния была создана в 1772 году по Указу Екатерины II, и до 1776 года была в составе 5 провинций: Великолукской (центр г. Великие Луки), Двинской (г. Динабург), Полоцкой (г. Полоцк), Витебской (г.Витебск), Псковской (г. Псков) с губернским центром в г. Опочка, затем до 1777 года по Указу Екатерины II в составе 2 провинций: Великолукской и Псковской. Губернский центр тогда перенесён в г. Псков. После, в 1777 году было образовано Псковское наместничество в составе 10 уездов: Псковский уезд, Островский уезд, Опочецкий уезд, Новоржевский уезд, Великолукский уезд, Торопецкий уезд, Холмский уезд, Порховский уезд, Лужский уезд, Гдовский уезд. В 1781 году утверждён герб Псковского наместничества и г. Пскова. Затем Псковская губерния, в 1796 году, Указом Павла I, была утверждена вновь, изначально в составе 6 уездов: Великолукского, Опочецкого, Островского, Порховского, Псковского и Торопецкого уездов. В 1802 году были восстановлены в состав губернии ранее упразднённые Новоржевский и Холмский уезды. 24 марта 1924 года по декрету ВЦИК Велижский (с центром в г. Велиж и включая современные Усвяты), Невельский (с центром в г. Невель), Себежский (с центром в г. Себеж) уезды Витебской губернии Белорусской ССР вошли в состав Псковской губернии. К этому времени в составе губернии — 11 уездов.
После упразднения губерний на территории, значительно превышающей нынешнюю область, существовали три года, с августа 1927 года по август 1930 года, Псковский и Великолукский округа в составе Ленинградской области. Второй из них был передан в состав Западной области (с центром в Смоленске) в 1929 году. В 1930 году округа были упразднены, а их районы остались в составе Ленинградской и Западной областей. В 1935 году территория бывшего Великолукского округа была передана в состав новообразованной Калининской области (с центром в Калинине, ныне Тверь).
В 1935 году в составе Ленинградской области Псковский округ был создан вновь, но уже как пограничный (упразднён в 1940 г.), в составе Калининской области — Великолукский пограничный округ (упразднён в 1938 г.).
После упразднения Великолукского округа в 1938 году часть входивших в него районов были переданы в состав Опочецкого округа, другая часть перешла в прямое подчинение Калининской области.
В 1941—1944 годах территория современной Псковской области была оккупирована немецкими войсками. Во время фашистской оккупации указом Адольфа Гитлера все оккупированные районы были разделены на зоны административно-хозяйственного управления: рейхскомиссариаты, генеральные округа, области и округа, районы (уезды). Псков был отнесён к так называемой «Северной войсковой области». Граница территории проходила по линии Псков-Дно-Старая Русса.
В августе 1944 года было завершено освобождение Псковщины от немецких войск. 22—23 августа 1944 года были образованы отдельные Великолукская и Псковская области. Причиной, послужившей принятию такого решения, стало «создание организационных предпосылок для скорейшего восстановления народного хозяйства». Тем самым была восстановлена преемственность в многовековой истории административных центров. В состав Псковской области с центром в г. Пскове вошли: Гдовский, Дедовичский, Дновский, Карамышевский, Лядский, Новосельский, Осторовский, Палкинский, Плюсский, Пожеревицкий, Полновский, Порховский, Псковский, Серёдкинский, Славковский, Сошихинский, Струго-Красненский районы Ленинградской области; Ашевский, Новоржевский, Пушкиногорский районы Калининской области. В 1944 году в состав Великолукской области из Смоленской области были переданы Бельский, Ильинский и Усвятский районы.
Учитывая просьбы населения Печорской, Слободской, Толковской волостей Эстонской и Латвийской ССР и ходатайства Президиумов Верховных Советов этих республик о включении их в состав РСФСР, они были включены в состав Псковской области. На территории этих волостей Указом Президиума Верховного Совета РСФСР от 16 января 1945 года образованы Качановский, Печорский и Пыталовский районы.
16 июня 1954 года был издан Указ Президиума Верховного Совета РСФСР об укрупнении сельсоветов в Псковской и Великолукской областях. Это создало предпосылки для образования более крупных административных образований на уровне района и области. В целях ликвидации административной раздробленности, учитывая экономическую общность территорий Псковской и Великолукской областей, Указом Президиума Верховного Совета РСФСР от 2 октября 1957 года Великолукская область была упразднена. Её западная часть (19 районов) были включены в состав Псковской области, 9 — в Калининскую.
29 июля 1958 года из состава Псковской области в состав Калининской области был передан Плоскошский район, в состав Новгородской области — Холмский район. Таким образом были оформлены современные границы Псковской области.
16 февраля 1967 года Псковская область награждена Орденом Ленина. Ордена Псковскую область удостоили за мужество, проявленное псковичами в партизанском движении против немецко-фашистских захватчиков в годы Великой Отечественной войны, и успехи, достигнутые в восстановлении и развитии народного хозяйства.

## Население
Численность населения области по данным Росстата составляет 574 480 чел. (2025). Плотность населения — 10,37 чел./км² (2025). Городское население — 
73,67 % (2022).
На протяжении последних трёх четвертей XX века область испытала и продолжает испытывать интенсивную депопуляцию, связанную с оттоком молодёжи и, как результат, старением и естественной убылью населения. Если по переписи 1926 года в нынешних границах области жили 1678 тыс. человек, то к 1990 году население сократилось до 844 тыс., а к началу 2008 — до 705 тыс. При этом по темпам убыли населения Псковскую область превосходят только некоторые регионы крайнего Севера, откуда продолжается массовый выезд населения. В 1990-е годы Псковскую область неофициально называли «столица российской депопуляции», её демографические показатели (прежде всего, половозрастная структура населения с большой долей старших возрастов) использовались в учебной литературе для иллюстрации соответствующих процессов.

### Национальный состав
Основная статья: Национальный состав Псковской области 
| Национальность   | В 1989 году, чел. | %       | В 2002 году, чел. | %       | В 2010 году, чел. | %       |
| ---------------- | ----------------- | ------- | ----------------- | ------- | ----------------- | ------- |
| Русские          | 797436            | 94,21 % | 717101            | 94,25 % | 616432            | 95,01 % |
| Украинцы         | 15352             | 1,81 %  | 12471             | 1,64 %  | 8636              | 1,33 %  |
| Белорусы         | 12496             | 1,48 %  | 9664              | 1,27 %  | 6772              | 1,04 %  |
| Цыгане           | 3319              | 0,39 %  | 3220              | 0,42 %  | 3231              | 0,5 %   |
| Армяне           | 552               | 0,07 %  | 2270              | 0,30 %  | 2379              | 0,37 %  |
| Татары           | 1010              | 0,12 %  | 1499              | 0,20 %  | 1233              | 0,19 %  |
| Азербайджанцы    | 890               | 0,11 %  | 1319              | 0,17 %  | 1272              | 0,2 %   |
| Эстонцы          | 2259              | 0,27 %  | 1122              | 0,15 %  | 625               | 0,1 %   |
| в том числе Сету | …                 | …       | 172               | 0,02 %  | 123               | 0,02 %  |
| Молдаване        | 1049              | 0,12 %  | 797               | 0,10 %  | 721               | 0,11 %  |
| Латыши           | 893               | 0,11 %  | 690               | 0,09 %  | 442               | 0,07 %  |
| Немцы            | 825               | 0,10 %  | 685               | 0,09 %  | 425               | 0,07 %  |
| Чуваши           | 806               | 0,10 %  | 658               | 0,09 %  | 444               | 0,07 %  |
| Евреи            | 1339              | 0,16 %  | 637               | 0,08 %  | 369               | 0,06 %  |
| Поляки           | 772               | 0,09 %  | 588               | 0,08 %  | 359               | 0,06 %  |
| Чеченцы          | 340               | 0,04 %  | 557               | 0,07 %  | 300               | 0,05 %  |
| Финны            | 658               | 0,08 %  | 356               | 0,05 %  | 212               | 0,03 %  |
| Литовцы          | 528               | 0,06 %  | 347               | 0,05 %  | 221               | 0,03 %  |
| другие           | 5925              | 0,70 %  | 6657              | 0,87 %  | 4597              | 0,71 %  |

В Печорском районе проживает небольшой финно-угорский народ сету.

### Городские населённые пункты Псковской области
Городские населённые пункты с численностью населения более 2 тысяч человек

| Псков        | ↘185 486 |
| Великие Луки | ↘84 655  |
| Остров       | ↗20 923  |
| Невель       | ↘13 980  |
| Печоры       | ↘9808    |
| Опочка       | ↗9928    |
| Дно          | ↗7850    |
| Порхов       | ↘7309    |
| Дедовичи     | ↘6922    |

| Новосокольники  | ↘6895 |
| Себеж           | ↗6246 |
| Пыталово        | ↘5263 |
| Струги Красные  | ↗4871 |
| Пушкинские Горы | ↘4373 |
| Пустошка        | ↗4070 |
| Идрица          | ↘3992 |
| Бежаницы        | ↗3731 |
| Локня           | ↗3541 |

| Красногородск | ↗3521 |
| Гдов          | ↘3194 |
| Новоржев      | ↗3222 |
| Кунья         | ↗2902 |
| Палкино       | ↗2870 |
| Усвяты        | ↗2671 |
| Плюсса        | ↘2424 |

## Административно-территориальное устройство
В административно-территориальном отношении область делится на 2 города областного значения и 24 района, в границах которых в рамках муниципального устройства созданы 2 городских округа и 24 муниципальных района соответственно. Последние включают сельские и городские поселения, а также межселенную территорию.
С 1 января 2006 года в результате реформы местного самоуправления муниципальное устройство Псковской области осуществляется по двухуровневой системе. Территориальным образованием первого уровня является городское / сельское поселение, второго уровня — муниципальный район / городской округ.
Псковская область включает в себя 136 муниципальных образований:
- 2 городских округа (Псков и Великие Луки)
- 24 муниципальных районов, в состав которых входят:
  - 25 городских поселений
  - 85 сельских поселений (в основном волостей)
  - 1 межселенная территория (Залитских островов) — не имеет статуса муниципального образования (так как подчиняется напрямую муниципальному образованию Псковскому району).

| | | Гдовский Плюсский Струго-Красненский Псковский Псков Печорский Палкинский Островский Порховский Дновский Дедовичский Бежаницкий Новоржевский Пушкиногорский Пыталовский Красно- городский Опочецкий Себежский Пустошкинский Ново- сокольнический Великолукский Великие Луки Локнянский Невельский Усвятский Куньинский |
| Городские округа: - Псков - Великие Луки | | |
| Районы: - Бежаницкий район - Великолукский район - Гдовский район - Дедовичский район - Дновский район - Красногородский район - Куньинский район - Локнянский район - Невельский район - Новоржевский район - Новосокольнический район - Опочецкий район                                       | - Островский район - Палкинский район - Печорский район - Плюсский район - Порховский район - Псковский район - Пустошкинский район - Пушкиногорский район - Пыталовский район - Себежский район - Струго-Красненский район - Усвятский район | |
| В границах районов располагаются 110 муниципальных образований: 25 городских поселений и 85 сельских поселений (в основном волостей); при этом 1 межселенная территория Залитских островов не имеет статуса муниципального образования (подчиняется напрямую Псковскому муниципальному району). | | |

### Органы власти
Согласно Уставу Псковской области государственная власть в области осуществляется на основе разделения властей на законодательную и исполнительную. Органы государственной власти Псковской области размещаются в Пскове.
Законодательная власть
Законодательную власть осуществляет Псковское областное Собрание депутатов. Первый созыв начал работу 8 апреля 1994 года. С 2002 года избирается жителями области по смешанной системе — регион одним из первых применил такую модель. С 2007 года состоит из 44 депутатов (22+22): одна половина избирается по партийным спискам (пропорциональная система), вторая — по одномандатным округам (мажоритарная система). Для получения права на участие в распределении мандатов в Собрание по пропорциональной системе партиям необходимо преодолеть 5%-й барьер.
Действующий 6-й созыв был избран 18 сентября 2016 года. Места в Собрании распределились следующим образом: 33 места получила «Единая Россия» (по всем 22 одномандатным округам и 11 по партийным спискам), КПРФ — 5 мест (все 5 по партийным спискам), ЛДПР — 3 места (все 3 по партийным спискам), «Справедливая Россия» — 2 места (все 2 по партийным спискам) и «Яблоко» — одно место (по партийным спискам). Председателем вновь был избран Александр Котов, возглавлявший Собрание пятого созыва.
Полномочия созыва продолжатся пять лет — до сентября 2021 года.
По состоянию на 01.08.2020 места в Собрании распределены следующим образом: 31 место — «Единая Россия» (по 20 одномандатным округам и 11 по партийным спискам), КПРФ — 5 мест (все 5 по партийным спискам), ЛДПР — 3 места (все 3 по партийным спискам), «Справедливая Россия» — 2 места (все 2 по партийным спискам) и «Яблоко» — 2 места (1 одномандатный округ и 1 по партийным спискам), один депутат — вне фракции (одномандатный округ). Председатель областного Собрания депутатов — Александр Котов, возглавлявший Собрание пятого созыва.
Исполнительная власть
Исполнительную власть осуществляет губернатор Псковской области, возглавляемая им администрация Псковской области и иные органы исполнительной власти. Губернатор является высшим должностным лицом области, избираемым жителями области сроком на пять лет. Один и тот же человек и не может быть губернатором более двух сроков подряд.
С 2009 по 2017 год губернатором был Андрей Турчак.
12 октября 2017 года указом Президента Российской Федерации временно исполняющим обязанности губернатора Псковской области был назначен Михаил Ведерников, ранее занимавший должность заместителя полномочного представителя Президента Российской Федерации в Северо-Западном федеральном округе.
9 сентября 2018 года Михаил Ведерников избран губернатором Псковской области (был выдвинут на выборы Псковским региональным отделением партии Единая Россия по итогам предварительного внутрипартийного голосования), победил в 1 туре, набрав 70,68 % голосов, 17 сентября 2018 вступил в должность.
Судебная власть
Судебная власть осуществляется федеральными судами и мировыми судьями Псковской области.

## Официальные символы Псковской области
Герб Псковской области
Утверждён Законом Псковской области № 1915-ОЗ от 28 декабря 2018 года «О Гербе Псковской области».
В основу положены исторические гербы Псковской земли за период с XVII по XIX вв. (в лазоревом поле золотой барс; над ним выходящая из серебряных облаков десница).
Девиз «ПОТЯГНЕМЪ ЗА ОТЕЧЕСТВО» основан на фразе святого благоверного князя Довмонта, сказанной им в 1266 году при сборе ополчения против литовского князя Герденя и записанной в Летописи: «…братия моя… потягнете за дом Святой Троицы и за святые церкви, за своё отечество».
Флаг Псковской области
Утверждён Законом Псковской области № 1916-ОЗ от 28 декабря 2018 года «О Флаге Псковской области». Представляет собой прямоугольное полотнище голубого цвета с отношением ширины к длине 2:3, несущее изображение длани, облака и барса из герба Псковской области.
Гимн Псковской области
Утверждён Законом Псковской области № 2002-ОЗ от 11 ноября 2019 года (с изменениями от 9 декабря 2019 года) «О Гимне Псковской области». Основой музыки Гимна Псковской области является указанный в приложении к Закону текст (автор текста — Т. С. Рыжова). Автор музыки — Б. В. Федотов.
На просторах России большой,

Где леса и озёра, и дали,

Край раскинулся с русской душой,

Тот, что Псковской землёю назвали.

Припев:

 Есть на свете другие края,

 Но они не сравнятся с тобою:

 Псковский край — русской славы земля

 Со счастливой грядущей судьбою.

Славу предков хранят с давних пор

Древний Псков и Изборск, и Печоры,

И поэзия Пушкинских гор

Вновь на Псковские льётся просторы.

Припев:

 Всем народом мы славим тебя

 И по праву гордимся тобою:

 Псковский край — русской славы земля

 Со счастливой грядущей судьбою.

Если здесь твои дом и семья,

То судьбе должен ты поклониться —

Это святости русской земля,

Нашей чести и Веры граница.

Припев:

 Всем народом мы славим тебя

 И по праву гордимся тобою:

 Псковский край — нашей Веры земля,

 Осенённая Божией рукою.

Никогда никому не сломить

Русский дух — монолит нашей силы.

И назначено Псковщине быть,

Крепостною стеною России.

Припев:

 Всем народом мы славим тебя,

 Нам по силам, чтоб стал ещё краше

 Псковский край — русской славы земля,

 Дорогое Отечество наше

## Экономика
ВРП Псковской области на 2017 год — 151,6 млрд рублей 
ВРП на душу населения на 2017 год — 237,1 тыс. рублей
Ключевые отрасли экономики в структуре ВРП за 2017 год: 
- обрабатывающие производства — 17,3 %
- торговля оптовая и розничная; ремонт автотранспортных средств и мотоциклов — 16,0 %
- сельское, лесное хозяйство, охота, рыболовство и рыбоводство — 11,1 %
- транспортировка и хранение — 9,8 %
- строительство — 6,6 %

ВРП Псковской области на 2018 год — 164,2 млрд рублей.
ВРП на душу населения на 2018 год — 259,4 тыс. рублей.
Ключевые отрасли экономики в структуре ВРП за 2018 год:
- обрабатывающие производства — 17,0 %;
- сельское, лесное хозяйство, охота, рыболовство и рыбоводство — 11,9 %;
- торговля оптовая и розничная; ремонт автотранспортных средств и мотоциклов — 15,7 %;
- транспортировка и хранение — 9,1 %;
- госуправление и обеспечение военной безопасности; социальное обеспечение — 9,9 %[34]

### Промышленность
Промышленность Псковской области представляет собой многоотраслевой комплекс, насчитывающий 164 крупных и средних предприятия, среднесписочная численность работающих в промышленности за 2019 год — 47 тыс. человек, (около 24,6 % от среднесписочной численности работающих в экономике области).
| Вид деятельности                                                                                             | Доля в структуре отгруженной продукции | Крупнейшие предприятия |
| --- | -------------------------------------- | --- |
| Добыча полезных ископаемых                                                                                   | 1,9 %                                  | АО «Новоизборский комбинат нерудных материалов» ООО «ПИНДСТРУП» ООО «Велторф» |
| Обрабатывающие производства                                                                                  | 85,5 %                                 | |
| Производство пищевых продуктов                                                                               | 50,0 %                                 | ОАО «Великолукский мясокомбинат» АО «Псковский городской молочный завод» ООО «Псковмясопром» ЗАО «Пушкиногорский маслосырзавод» АО «Псковский хлебокомбинат» ОАО "Маслосырзавод «Порховский» |
| Производство электрического оборудования                                                                     | 17,3 %                                 | ЗАО «ЗЭТО» ООО "Кабельный завод «АЛЮР» ООО "Силовые машины — завод «Реостат» АО «Автоэлектроарматура»                                                                                        |
| Производство машин и оборудования, не включённые в другие группировки                                        | 4,8 %                                  | ООО «Велмаш-Сервис» АО «Великолукский опытный машиностроительный завод» АО «Псковский электромашиностроительный завод»                                                                       |
| Производство мебели                                                                                          | 3,9 %                                  | ЗАО "Опытный завод «Микрон» ООО «Дула ру» |
| Производство готовых металлических изделий, кроме машин и оборудования                                       | 3,5 %                                  | Великолукский завод «Транснефтемаш» АО «Транснефть — Верхняя Волга» ЗАО «Металлообрабатывающий завод»                                                                                        |
| Производство компьютеров, электронных и оптических изделий                                                   | 3,3 %                                  | АО «Псковский завод АДС» АО «Псковский завод АТС» ООО «ПЭРКо» АО «Вектор» |
| Обеспечение электрической энергией, газом и паром; кондиционирование воздуха                                 | 10,6 %                                 | Филиал ПАО «МРСК Северо-Запада» «Псковэнерго» Филиал ПАО «ОГК-2» Псковская ГРЭС |
| Водоснабжение; водоотведение, организация сбора и утилизации отходов; деятельность по ликвидации загрязнений | 4,2 %                                  | МП г. Пскова «Горводоканал» МП г. Пскова «ПТС» |
| Источник. |                                        | |

Особые экономические зоны
На территории Псковского района Псковской области в 2012 году создана особая экономическая зона промышленно-производственного типа «Моглино» (ОЭЗ ППТ «Моглино»), главной задачей которой является создание новых высокотехнологичных производств. Резидентам ОЭЗ ППТ «Моглино» предоставляется ряд налоговых льгот и таможенных преференций, а также гарантируется доступ к развитой инженерной, транспортной и деловой инфраструктуре. Резидентам ОЭЗ ППТ «Моглино» также предоставляются льготы по налогу на имущество организаций, транспортному налогу, земельному налогу и налогу на прибыль организаций. На начало июля 2020 года резидентами ОЭЗ ППТ «Моглино» являются 15 компаний. Два предприятия осуществляют выпуск продукции — завод по производству лакокрасочных материалов ООО «Нор-Маали» и завод по производству сублимированных продуктов ПАО «Сибирский гостинец». Большая часть резидентов осуществляет проектные работы и в скором времени приступит к строительству заводов, которые будут заниматься производством кабельно-проводниковой продукции, строительных панелей из массивной древесины, ПЭТФ и БОПЭТ, промышленных газов, монокристаллов углерода, систем выхлопа газов для легковых автомобилей, полимерно-битумного вяжущего, разработкой и внедрением инновационных программных продуктов.

### Энергетика
По состоянию на конец 2020 года, на территории Псковской области эксплуатировались 4 электростанции общей мощностью 445,74 МВт, в том числе две гидроэлектростанции и две тепловые электростанции. В 2020 году они произвели 166 млн кВт·ч электроэнергии. Особенностью энергетики региона является резкое доминирование одной станции, Псковской ГРЭС, обеспечивающей около 90 % выработки электроэнергии.

### Сельское хозяйство
Сельское население на 1 января 2021 года составляет 180 тысяч человек, около 29 % населения Псковской области.
Благодаря положительной динамике развития сельского хозяйства, и эффективному развитию приоритетных направлений на протяжении трёх последних лет (2017—2019 гг.) Псковская область выходит в лидеры по росту производства продукции сельского хозяйства среди регионов Северо-Западного федерального округа и в среднем по России, занимает первое место по Северо-Западному федеральному округу по приросту скота и птицы на убой в живом весе, второе место по производству рапса и третье место по производству молока.
Индекс сельхозпроизводства 2020 года 108,9% (в России 101,5%.), животноводства 110%, растениеводства 102,6%.
Животноводство
Для Псковской области развитие молочного животноводства имеет «жизненно-важное и стратегическое значение», так как в регионе на протяжении последних пяти лет сокращается поголовье крупного рогатого скота. Поэтому местные производители вынуждены закупать сырьё в других регионах. Власти Псковской области за счёт индивидуальной программы развития в сфере сельского хозяйства в 2022 году увеличат в два раза объёмы закупки молочного скота, до 3 тысяч голов, что позволит увеличить объёмы производства молока и заменить у фермеров поголовье скота, являющегося вирусоносителями лейкоза. Фермеры получат компенсацию по 100 тыс. рублей за одну голову скота. Помощь фермерам региона в приобретении коров позволит Псковской области увеличить производство молока до 320 тыс. тонн в год.
Для сравнения: на 1 января 2011 года численность крупного рогатого скота в хозяйствах всех сельхозпроизводителей — 107,9 тыс. голов, из них коров — 55,3 тыс., свиней — 86,3 тыс., овец и коз — 40,5 тыс. голов. На 1 января 2022 года поголовье крупного рогатого скота в хозяйствах всех сельхозпроизводителей — 60,5 тыс. голов (-7,9 % к 01.01.2021), из него коров — 30,2 тыс. (-8,5 %), свиней — 1125,1 тыс. (-22,1 %), овец и коз — 29,4 тыс. голов (-9 %). Надои молока на одну корову в сельскохозяйственных организациях в 2021 году составили 7265 килограммов против 6295 килограммов в январе-декабре 2020 года.
В 2021 году в хозяйствах всех категорий Псковской области произведено: скота и птицы на убой (в живом весе) — 359 тыс. тонн (на 3,6 % меньше, чем в предыдущем году), молока — 205 тыс. тонн (на 0,8 % больше, чем в предыдущем году), яиц — 84 млн штук (на 2,5 % меньше, чем в предыдущем году). Прирост производства молока обеспечили сельскохозяйственные организации, удельный вес этой категории хозяйств в производстве составил 81 %.
В 2020 году в хозяйствах всех категорий региона произведено: мяса (в живом весе) — 373 тысяч тонн (+13,8 %), молока — 202 тысяч тонн (+1,8 %), яиц — 86 млн штук (-1,1 %). Удельный вес сельскохозяйственных организаций в производстве мяса 99 %, молока — 80 %, яиц — 38 %. В течение последних 4 лет Псковская область по производству мяса свиней на душу населения занимает второе место в России.
Основными производителями мяса в области являются свиноводческие комплексы (292,0 тыс. тонн) и птицефабрики (24,6 тыс. тонн). Это связано с продолжающимся наращиванием мощностей по производству свинины в Великолукском агропромышленном холдинге.
Растениеводство
Псковская область по урожайности льна-долгунца на волокно с показателем 13,2 ц/га лидирует в России, по урожайности рапса 26,2 ц/га входит в ТОП-5 регионов России, средняя урожайность по России составляет 17,7 ц/га.
«Псковагроинвест» откроет в 2022 году в Псковской области завод по переработке рапса. Выращивание рапса позволяет решать проблему со введением в эксплуатацию неиспользуемых земель, которых насчитывается 240 тыс. га. Ежегодно они будут сокращаться на 20 %. Аграрии получат рапсовую массу для откорма скота, а на прилавках магазинов появится псковское рапсовое масло.
В 2021 году собрано: зерна — 147 тыс. тонн, картофеля — 122 тыс. тонн, овощей (открытого и защищённого грунта) — 30 тыс. тонн. Основными производителями зерна по-прежнему остаются сельскохозяйственные организации. Их доля в производстве зерна составила 96 %. Производство картофеля и овощей традиционно сосредоточено в основном в хозяйствах населения, которыми выращено 63 % общего сбора картофеля и 64 % овощей открытого грунта.
В 2021 году намолочено 150 тыс. тонн зерна, при урожайности более 32 ц/га, рапса — более 26 тыс. тонн при урожайности около 20 ц/га.
В растениеводстве хозяйства Псковской области специализируются на выращивании зерновых и зернобобовых культур на фуражные цели, рапса, картофеля, овощей. В 2019 году в хозяйствах всех категорий производство зерна составило 142,6 тыс. тонн зерна в весе после доработки (302,1 % к 2018 г.), накопано 136,7 тыс. тонн картофеля (111,6 % к 2018 г.). Валовый сбор овощей составил 33,9 тыс. тонн (107,1 % к 2018 г.). Намолочено рапса 19,1 тыс. тонн (114,4 % к 2018 г.). В 2020 году намолочено 165,6 тыс. тонн зерна (+9,6 % к 2019) 151 тыс. тонн после доработки), убрано 118,4 тыс. тонн картофеля (+1,6 % к 2019), собрано 30,4 тыс. тонн (+0,8 % к 2019) 35 тысяч тонн) овощей открытого и защищённого грунта. Посевная площадь в 2020 году составила 43 тыс. га. Основная доля зерна (95,8 %) выращена в сельхозорганизациях; картофеля (63,4 %) и овощей (57,8 %) — в хозяйствах населения. Урожайность составила: 39,5 ц/га зерна, рапса 26,2 ц/га, 154,8 ц/га картофеля, 166,5 ц/га овощей открытого грунта.
В Псковской области имеется 1315,9 тыс. га сельскохозяйственных угодий, из них 655,1 тыс. га — пашни.
Объём производства сельскохозяйственной продукции в хозяйствах всех категорий в 2019 году составил 42,4 млрд руб.
| тыс. гектар | 1034 | 874,7 | 695,7 | 575,6 | 365,3 | 275,5 | 245,3 | 241,6 | 246,3 | 238,2 | 220,0 |

## Транспорт
Псковская область — важнейший транспортный узел Северо-Западного округа. Она занимает выгодное географическое положение и граничит: на севере — с Ленинградской областью, с на северо-западе — с Эстонией, на западе — с Латвией, на юго-западе и на юге — с Республикой Беларусь, на юго-востоке — со Смоленской областью, на востоке — с Тверской областью, на северо-востоке — с Новгородской областью. Псковская область — единственная область в России, которая граничит сразу с тремя государствами (среди субъектов Российской Федерации таким положением также обладает Республика Алтай). Регион расположен на пересечении крупных транспортных путей, вблизи от крупных рынков сбыта и распределительных центров: Москвы и Санкт-Петербурга.

### Автомобильные дороги
Территорию Псковской области пересекают основные автомобильные дороги общего пользования федерального значения:
- М20 «Псков» (Заплюсье, Псков, Остров, Опочка, Пустошка и Невель)
- М9 «Балтия» (Кунья, Великие Луки, Новосокольники, Идрица и Себеж)
- Р-56 Великий Новгород-Сольцы-Порхов-Псков, пересекает крупные населённые пункты — Порхов, Псков;
- А-212 Псков-Изборск-граница с Эстонской Республикой, пересекает крупные населённые пункты — Псков, Изборск.
- А — 122 «А-114 — Устюжна — Крестцы — Яжелбицы — Великие Луки — Невель», пересекает крупные населённые пункты — Локня, Великие Луки, Невель.

Общая протяжённость сети автомобильных дорог Псковской области составляет 23,4 тыс. км, в том числе автомобильные дороги, федерального, регионального и местного значения. Протяжённость автомобильных дорог с капитальным типом покрытия составляет 6,8 тыс. км, с переходным и грунтовым типами покрытия — 16,6 тыс. км.
Среди автомобильных дорог Псковской области 4 дороги регионального значения являются платными по решению областной администрации:
- Граница с Эстонской Республикой — Печоры — Старый Изборск, протяженностью 23,2 км;
- Остров — Вышгородок — до границы с Латвийской Республикой, протяженностью 62,3 км;
- Участок автомобильной дороги Опочка — Дубровка — до границы с Республикой Беларусь, протяженностью 82,1 км;
- Участок автомобильной дороги Ольша — Велиж — Усвяты — Невель, протяженностью 58,7 км

### Автобусные перевозки
Псковский автобус — автобусная система в городе Пскове. Представлена сетью автобусов малой, большой и особо большой вместимости. У негосударственных предприятий — автобусами малой и особо малой вместимости. Средний возраст автобусов — 14 лет. Перевозки по г. Пскову осуществляют 4 перевозчика: ГППО «Псковпассажиравтотранс», ООО «Алюр Авто», ООО «Автэкс» и ИП Силачёва В. В. Городская маршрутная сеть состоит из 23 маршрутов. Все перевозки осуществляются автобусами малой, средней, большой и особо большой вместительности. Автобусы связывают между собой все районы города: Завеличье, Запсковье, Кресты, Любятово, Овсище, Корытово и Лопатино. С 11.04.2019 на территории г. Пскова реализуется пилотный проект автоматизированной системы контроля оплаты проезда (АСКОП). В качестве оплаты проезда в общественном транспорте используются бесконтактные банковские карты MasterCard PayPass™, VISA PayWave™, МИР Pay. Вторым этапом введения бесконтактной оплаты станет внедрение транспортных карт. Транспортные карты будут четырёх видов: единая транспортная карта; карта регионального льготника; карта школьника и карта студента.

### Приграничная инфраструктура
На территории Псковской области действуют 6 автомобильных пунктов пропуска со странами Европейского союза: 2 пункта на границе с Эстонией и 4 пункта на границе с Латвией. Они входят в сферу деятельности Псковской таможни.
| Эстония                               | Россия                                        | тип                 | дорога в Псковской области                                                                                   |
| ------------------------------------- | --------------------------------------------- | ------------------- | --- |
| Саатсе волость Сетомаа, уезд Вырумаа  | Крупп Круппская волость, Печорский район      | ДАПП (пеший и вело) | |
| Койдула волость Сетомаа, уезд Вырумаа | Куничина Гора городское поселение Печоры      | МАПП                | Автомобильная дорога регионального значения «Граница с Эстонской Республикой — Печоры — Старый Изборск»      |
| Лухамаа волость Сетомаа, уезд Вырумаа | Шумилкино Лавровская волость, Печорский район | МАПП                | Автомобильная дорога федерального значения А212 или E 77 «Псков — Изборск — граница с Эстонской Республикой» |

| Латвия                                        | Россия                                                    | тип           | дорога в Псковской области                                                                                       |
| --------------------------------------------- | --------------------------------------------------------- | ------------- | --- |
| Педедзе Педедзская волость, Алуксненский край | Брунишево Лавровская волость, Печорский район             | ДАПП          | Автомобильная дорога регионального значения «Лавры — граница с Латвийской Республикой»                           |
| Виляка Балвский край                          | Лудонка Линовская волость, Пыталовский район              | МАПП          | Автомобильная дорога регионального значения «Носово — Лудонка — граница с Латвийской Республикой»                |
| Гребнево Малнавская волость, Карсавский край  | Убылинка Гавровская волость, Пыталовский район            | МАПП          | Автомобильная дорога регионального значения «Остров — Вышгородок — граница с Латвийской Республикой»             |
| Голышева Голышевская волость, Карсавский край | Лямоны Пограничная волость, Красногородский район         | ДАПП (закрыт) | Автомобильная дорога регионального значения «Опочка — Красногородск — граница с Латвийской Республикой»          |
| Терехова Залесская волость, Лудзенский край   | Бурачки городское поселение Сосновый Бор, Себежский район | МАПП          | Автомобильная дорога федерального значения М9 «Балтия» «Москва — Волоколамск — граница с Латвийской Республикой» |

На границе с Республикой Беларусь находятся 6 пунктов приёма уведомлений:
| Наименование пункта пропуска | Тип пункта пропуска | Подъезд к пунктам пропуска |
| Байдаково                    | ППУ                 | Автомобильная дорога общего пользования регионального значения «Себеж — Глубочица — граница с Республикой Беларусь»                               |
| Долосцы                      | ППУ                 | Автомобильная дорога общего пользования регионального значения «Опочка — Дубровка — граница с Республикой Беларусь»                               |
| Клиновое                     | ППУ                 | Автомобильная дорога общего пользования регионального значения «Невель — Язно — граница с Республикой Беларусь»                                   |
| Стайки                       | ППУ                 | Автомобильная дорога общего пользования регионального значения «Невель — Новохованск — граница с Республикой Беларусь»                            |
| Лобок (Невельский)           | ППУ                 | Автомобильная дорога общего пользования федерального значения «Р-23 Санкт-Петербург — Псков — Пустошка — Невель — граница с Республикой Беларусь» |
| Дрозды (Усвяты)              | ППУ                 | Автомобильная дорога общего пользования регионального значения «Усвяты — Дрозды» (Граничит с Белорусской Республикой)                             |

### Железные дороги
- Вокзал ст. Псков-Пассажирский
- Вокзал станции Дно
- Вокзал станции Новосокольники
- Вокзал ст. Великие Луки

Эксплуатационная длина железнодорожных путей общего пользования составляет 1091 км.
Плотность железнодорожных путей общего пользования — 19,7 км путей на 1000 км² территории Псковской области.
Все железнодорожные линии неэлектрифицированные (на тепловозной тяге) и преимущественно однопутные. Отсутствие электрифицированных путей — одно из ограничений развития железнодорожного транспорта в Псковской области.
Железнодорожная сеть состоит из 112 железнодорожных станций, из них:
- 4 узловых: Псков, Великие Луки, Дно, Новосокольники;
- 3 пограничных станции: Печоры-Псковские с Эстонией, Себеж с Беларусью, Пыталово с Латвией.

Основные линии:
- Санкт-Петербург — Псков, поезд «Ласточка», ежедневно.
- Москва — Псков, ежедневно.
- Псков — Новгород — Петрозаводск, с остановками на станциях: Свирь, Лодейное Поле, Волховстрой-2, Ирса, Чудово-Московское, Спасская Полисть, Подберезье, Луга, Плюсса, Струги Красные.
- Санкт-Петербург — Дно — Витебск (через Бежаницы, Локню, Новосокольники и Невель)
- Москва — Ржев — Великие Луки — Рига (через Кунью, Новосокольники, Пустошку, Идрицу и Себеж)

В 2021 году запланировано строительство высокой пассажирской платформы № 1 на ст. Псков.
Узкоколейные железные дороги на территории области:

См. также: Действующие узкоколейные железные дороги России
- Узкоколейная железная дорога Заплюсского торфопредприятия

### Водное сообщение
Внутренних водных судоходных путей насчитывается 503 км. Из них судоходные трассы Чудско-Псковского озера — 403 км. Судоходны и притоки озера: Великая на 34 километра, Желча на 31 км, Чёрная на 18 км и небольшие участки по другим притокам.
Регулярное грузовое и пассажирское судоходство по внутренним водным путям области не ведётся.
В Псковской области регулярные пассажирские перевозки осуществляются на территории двух районов: Псковского и Печорского.
| Водный транспорт                                |        |        |      |
| год                                             | 2017   | 2018   | 2019 |
| Перевезено пассажиров в Печорском районе (чел.) | 2985   | 3024   | 4276 |
| Перевезено пассажиров в Псковском районе (чел.) | 10 300 | 12 000 | 2500 |

Перевозка грузов и пассажиров на территории Печорского района осуществляется путём использования пассажирского катера «Обозерье» (проект № КС-102-02), а также путём использования местными жителями моторных маломерных лодок.
На территории Псковского района водные перевозки осуществляет катер «Талабск» по маршруту «дер. Толбица — остров им. Залита — остров им. Белова» и в обратном направлении.
На территории области расположен международный порт «Сторожинец». Водное сообщение с Эстонской Республикой отсутствует.
Расписание движения катера «Обозерье».
Расписание движения катера «Талабск».

### Воздушное сообщение
Центральным объектом транспортной инфраструктуры Псковской области в воздушном сообщении является международный аэропорт города Пскова имени княгини Ольги для среднемагистральных пассажирских и грузовых самолётов с полным весом до 250 тонн. Гражданская зона аэропорта обслуживает 13 больших или средних и 20 малых самолётов. Не действует аэропорт Великие Луки.
Псков — Москва, 4 раза в неделю;
Псков — Сочи, 2 раза в неделю;
Псков — Калининград, 2 раза в неделю;
Псков — Анапа, 2 раза в неделю.
Перевозчиком по маршрутам Псков — Москва и Псков — Сочи является АО «Авиакомпания Азимут», по направлениям Псков — Калининград и Псков — Анапа — авиакомпания АО АК «РусЛайн».
| Перевезено пассажиров(чел.) | 4811 | 6531 | 34046 |

### Трубопроводный транспорт
Поблизости от населённых пунктов Дно, Порхов и Изборск проходит магистральный газопровод Валдай — Рига.
Уровень газификации Псковской области по состоянию на 01.01.2020 г. составляет 53,41 %. Из 26 муниципальных образований, газифицированы 15, в том числе — города Псков и Великие Луки.

### ЛЭП
Основные магистральные линии электропередач:
- ВЛ 330 кВ Псковская ГРЭС — Старорусская ГРЭС (есть связь с Киришской ГРЭС через 3 ПС 330 кВ энергосистемы Новгородской области),
- ВЛ 330 кВ Псковская ГРЭС — Новосокольники,
- ВЛ 330 кВ Полоцк — Новосокольники (Л 345),
- ВЛ 330 кВ Псковская ГРЭС — Великорецкая,
- ВЛ 330 кВ Великорецкая — Резекне (Л 309),
- ВЛ 330 кВ Великорецкая — Псков,
- ВЛ 330 кВ Кингисеппская — Псков,
- ВЛ 330 кВ Псков — Тарту (Л-358),
- ВЛ 330 кВ Псков — Лужская,
- ВЛ 330 кВ Новосокольники — Талашкино.

## Образование
В 2020 году в Псковской области действовало три вуза: один в Пскове — Псковский государственный университет, и два в Великих Луках. В этих же городах открыто шесть филиалов вузов.
| Дошкольные образовательные организации | 112                                                          |
| Общеобразовательные организации 40,1 % от общего числа организаций общего образования расположены в сельской местности; в одну смену в 2018—2019 учебном году работают 89,4 % школ; 95 муниципальных образовательных организаций, а также их обособленных структурных подразделений, являются малокомплектными (число обучающихся от 4 чел. до 77 чел.); осуществляется подвоз свыше 7 тыс. детей к месту учёбы и обратно, проживающих в сельской местности; | 156 (142 — муниципальные, 12 — государственные, 2 -частные ) |
| Профессиональные образовательные организации среднего профессионального образования Организации высшего образования федерального подчинения | 16 3                                                         |
| Организации дополнительного образования | 82                                                           |
| Общее количество обучающихся | 128950 человек                                               |
| Общее количество педагогов | 9178 человек                                                 |

Основные направления деятельности: 

### Национальный проект «Образование» на территории Псковской области
Информация о реализации национального проекта «Образование» на территории Псковской области

### Патриотическое воспитание
Военно-патриотический Центр «Патриот»: предметом деятельности центра является обучение и воспитание в интересах человека, семьи, общества и государства, создание благоприятных условий для разностороннего развития личности. Центр ведёт работу по совершенствования патриотического воспитания детей, подростков, молодёжи через образовательную и досуговую деятельность, во взаимодействии с образовательными учреждениями и воинскими частями, ветеранскими организациями, военно-патриотическими союзами и обществами. На базе Центра функционирует региональное отделение ВВПОД «Юнармия», которое насчитывает более 3800 человек. Юнармейцы активно участвуют в военно-патриотических мероприятиях различного уровня: Всероссийской акции «Георгиевская ленточка», Вахте Памяти, Почётной караульной службе в местах массовых воинских захоронений, у памятников и у памятных досок, в мероприятиях, посвящённых дню Победы, в акции «Бессмертный полк», в ежегодной встрече представителей России — Беларуси — Латвии на Кургане Дружбы . Помимо общественных организаций, в Псковской области, на базе мемориального комплекса Линия Сталина ежегодно проводится крупный фестиваль военно-патриотической направленности посвящённый героической обороне Пскова в июле 1941 и освобождению в июле 1944.
Также в области ежегодно реализуется гражданско-патриотический молодёжный проект «Сороковой бор — память партизанской славы», которые объединяет более двухсот школьников и студентов Псковской области. Цель форума «Сороковой бор-память партизанской славы» — это гражданско-патриотическое воспитание молодого поколения, формирование активной жизненной позиции, ответственности за судьбу родного края, страны, создание условий для успешной социализации и гражданской самореализации молодёжи.
В образовательных организациях области насчитывается 133 историко-краеведческих музея, из них: 110 — в общеобразовательных школах, 8 — в учреждениях дополнительного образования, 9 — в учреждениях профессионального образования, 6 — в интернатных учреждениях. Работу музеев координируют созданные на их базе Советы музеев, в которые входят обучающиеся, педагоги, родители, ветераны, представители общественных организаций. На базе музеев работают поисковые группы по сбору материалов, соответствующих профилю музея. Постоянно проводится работа по созданию, обновлению и пополнению экспозиций, посвящённых военным событиям, ветеранам войны и труда, истории малой Родины.

### Отдых и оздоровление
В 175 оздоровительных лагерях (из них: 16 загородных лагерей, 2 оздоровительных лагеря, открытых на базе санаториев области, 2 палаточных лагеря, 151 лагерь с дневным пребыванием, 4 лагерей труда и отдыха) ежегодно отдыхают свыше 25 тысяч школьников.

### Подготовка специалистов и рабочих кадров[75]
В декабре 2016 года Псковская область вступила в движение «Молодые профессионалы» (WorldSkills Russia). Ежегодно проводятся региональные этапы чемпионата «Молодые профессионалы» (WorldSkills Russia) на базе профессиональных образовательный учреждений Псковской области. Победители региональных этапов участвуют в Отборочных соревнованиях для участия в Финале Национального чемпионата «Молодые профессионалы (Ворлдскиллс Россия)» и в Финале Национального чемпионата «Молодые профессионалы (Ворлдскиллс Россия)».
В Финале Национального чемпионата «Молодые профессионалы (Ворлдскиллс Россия)» в 2018 году в г. Южно-Сахалинск команда Псковской области заняла 2 место по компетенции «Спасательные работы-Юниоры».
В Псковской области ежегодно проводятся региональные этапы чемпионата «Абилимпикс». Победители участвуют в Национальном чемпионате профессионального мастерства среди инвалидов и лиц с ограниченными возможностями здоровья «Абилимпикс» в г. Москве. В области функционирует Региональный центр развития движения «Абилимпикс» на базе Псковского колледжа профессиональных технологий и сервиса".
В декабре 2018 года победители регионального этапа Псковской области приняли участие в IV Национальном чемпионате «Абилимпикс» в г. Москве, где студентка ГБПОУ Псковской области «Псковский политехнический колледж» Ксения Чевская вошла в число победителей  4-го Национального чемпионата профессионального мастерства среди инвалидов и лиц с ограниченными возможностями здоровья «Абилимпикс» в компетенции «Флористика».
В декабре 2019 года победители регионального этапа Псковской области приняли участие в V Национальном чемпионате «Абилимпикс» в г. Москве, где завоевали 2 первых места по компетенциям: «Гончарное дело», «Сухое строительство и штукатурные работы».
В рамках реализации государственной программы Российской Федерации «Доступная среда» на 2011—2020 годы были созданы и работают 2 базовых профессиональных образовательных организации, обеспечивающие поддержку региональной системы инклюзивного профессионального образования инвалидов и лиц с ограниченными возможностями здоровья: ГБПОУ ПО «Псковский колледж профессиональных технологий и сервиса» и ГБПОУ ПО «Великолукский политехнический колледж».
В 2019 году 3 учреждения области прошли конкурсный отбор на предоставление грантов в рамках федерального проекта «Молодые профессионалы» (повышение конкурентоспобности профессионального образования): ГБПОУ ПО «Опочецкий индустриально-педагогический колледж» (лот социальная сфера), ГБПОУ ПО «Псковский политехнический колледж» (лот строительство), ГБПОУ ПО «Великолукский медицинский колледж» (лот социальная сфера).
В декабре 2019 года было открыто 15 мастерских: преподавание в младших классах, дошкольное воспитание, медицинский и социальный уход, преподавание технологии, социальная работа; производство мебели, столярное дело, плотницкое дело, ландшафтный дизайн, реставрация произведений из дерева; медицинский и социальный уход, лечебное дело, сестринское дело, акушерское дело, фармацевтика".

### Обеспечение права на образование детей и молодёжи, нуждающихся в особой защите государства
Раннюю помощь (комплексное обследование, консультации, коррекционно-развивающие занятия, массаж, посещение бассейна) получают более 400 детей «группы риска», детей с ограниченными возможностями здоровья и детей-инвалидов от 0 до 3 лет.
Дошкольное образование получают 2085 детей с ограниченными возможностями здоровья и детей-инвалидов, начальное общее, основное общее и среднее общее образование — 5999 обучающихся с ограниченными возможностями здоровья, детей-инвалидов и инвалидов.
В профессиональных образовательных организациях области обучаются 251 обучающийся с ограниченными возможностями здоровья (187) и инвалидностью (64).
В 18 % общеобразовательных организациях области создана универсальная безбарьерная среда для получения качественного образования детьми-инвалидами.
С 2009 года в области организовано дистанционное обучение детей-инвалидов, не имеющих возможности по состоянию здоровья посещать общеобразовательные организации, работа в этом направлении ведётся государственным бюджетным общеобразовательным учреждением Псковской области «Центр лечебной педагогики и дифференцированного обучения» на базе которого функционирует Центр дистанционного обучения детей-инвалидов. В 2019—2020 уч. году 113 детей-инвалидов получали общее и дополнительное образование с использованием дистанционных образовательных технологий.
С 2016 года в области при поддержке Министерства образования и науки Российской Федерации проводится Международный фестиваль «Другое искусство».
В рамках фестиваля дети и молодые люди с инвалидностью представляют результаты образования через различные виды творчества: сценические постановки, музыкальное, изобразительное искусство.
В 2017 году в структуре ФГБОУ ВО «Псковский государственный университет» на базе Центра лечебной педагогики и дифференцированного обучения создан Федеральный ресурсный центр по развитию системы комплексного сопровождения детей с интеллектуальными нарушениями , с тяжёлыми множественными нарушениями развития.
В Псковской области функционируют 2 региональных ресурсных центра на базе ГБОУ ПО «Центр лечебной педагогики и дифференцированного обучения» — по организации комплексного сопровождения детей с расстройствами аутистического спектра и семей, их воспитывающих и на базе ГБОУ «Опочецкая специальная (коррекционная) школа-интернат для детей-сирот и детей, оставшихся без попечения родителей с ограниченными возможностями здоровья» и ГБОУ «Порховская специальная (коррекционная) школа-интернат» — по сопровождению образовательного процесса в муниципальных общеобразовательных учреждениях для детей с ограниченными возможностями здоровья.

## Развитие физической культуры и спорта в Псковской области
Исполнительный орган государственной власти субъекта Российской Федерации в сфере физической культуры и спорта — Комитет по спорту Псковской области.
Базовые виды спорта: бокс, велоспорт-шоссе, лёгкая атлетика, плавание, футбол, стрельба из лука, гребной спорт, биатлон, лыжные гонки, пулевая стрельба.

#### Основные спортивные сооружения Псковской области
Бассейн СШОР «Барс»
УСК «Олимп», Псковский район
Ледовый дворец, Псковский район
СК «Писковичи», Псковский район
ФОК «Айсберг», Великие Луки
СОК «Стрелец», Великие Луки
Лыжно-биатлонный центр «Юность», Островский район

#### Профессиональные спортивные клубы
ФК «Псков-747», Псков
ФК «Луки-Энергия», Великие Луки

#### Количество занимающихся физической культурой и спортом
2017 год 174200 чел. — 28,9 %
2018 год 202906 чел. — 34,5 %
2019 год 225311 чел. — 38,7 %
Количество занимающихся физической культурой и спортом с 2017 года увеличилось на 51111 чел. (+9,8 %)

#### Строительство спортивных объектов
2017 год — 1162
2018 год — 1223
2019 год — 1286
Количество спортивных объектов на территории области с 2017 года увеличилось на 124 объекта.

#### 2017 год
Установлена спортивная площадка на стадионе в г. Порхове в рамках проекта «Трезвая Россия». За счёт внебюджетных средств в Бежаницах построена универсальная спортивная площадка с хоккейными бортами. Построены 8 физкультурно-оздоровительных комплексов открытого типа (футбольное поле, беговая дорожка, площадки для волейбола и баскетбола и спортивные снаряды) в приграничных районах (Гдов, Усвяты, Красногородск, Палкино, Пыталово, Псковский район, Остров, Себеж) в рамках проекта «Газпром детям».

#### 2018 год
Завершено строительство универсального спортивного комплекса с искусственным льдом и бассейном в Великих Луках (в рамках проекта «Газпром-Детям»). Завершено строительство центра по подготовке велосипедистов в Великих Луках (в рамках Государственной программы РФ «Развитие физической культуры и спорта»).

#### 2019 год
Установлены 100 воркаут площадок во всех муниципальных образованиях области в рамках совместного проекта Администрации Псковской области и спортивного движения «Street Workout — Псков». В рамках Государственной программы Псковской области «Развитие физической культуры и спорта» и регионального проекта «Спорт-норма жизни» в 2019 году начато строительство двух физкультурно-оздоровительных комплексов открытого типа в г. Великие Луки и п. Плюсса. В 10 муниципальных образованиях области построены малые спортивные площадки ГТО. За счёт внебюджетных средств в г. Пскове на базе общеобразовательных школ построены два пришкольных стадиона с футбольными полями с искусственным покрытием.

## Достопримечательности

### Археологические памятники. Городища
- Воронич
- Велье. Историческое поселение.
- Врев
- Савкино
- Старое городище (Порхов)
- (Городище Усвяты IV) Усвятский район, пос. Усвяты

### Крепости
- Гдов
- Изборск
- Порхов
- Псков
- Псково-Печерский монастырь
- Земляная крепость: система бастионов, брустверов и редутов, построенная по приказу Петра I в 1704—1708 гг в связи с опасностью вторжения войск короля Карла XII[78]

- Порхов
- Гдов
- Изборск
- Печоры

### Усадьбы
- Бельское Устье. Новосильцевых. Порховский район.
- Валуевых усадьба. Остров.
- Вехно. Львовых. Кокошиных. Новоржевский район.
- Вечаша. Музей-усадьба Н. А. Римского-Корсакова — д. Плюсского района.
- Волышово. Васильчиковых. Строгановых. Порховский район.
- Высокое. Яновичей. Опочецкий район.
- Вязье. Спиридоновых. Дедовичский район.
- Гавры. Пыталовский район.
- Гора. Львовых. Бежаницкий район.
- Гора. Алексеевых. Брянчаниновых. д. Старые Липы. Локнянский район.
- Гораи. Лореров. Розенов. Островский район.
- Корытово. Ланских. Горожанских. Калашникова П. Псковский район.
- Красные Горки. Строгановых. Дедовичский район.
- Красный Бор. Лопухиных. Порховский район.
- Крулихино. Львовых. Опочецкий район.
- Ктины. Первоначально (1497—1573) — Тыртовых; с 1753 года — Березиных, с 1807 года — Дириных, прим. с 1840 года — фон Рейц, с 1897,98 года — Кашкаровых. Плюсский район.
- Кярово. Коновницыных. Гдовский район.
- Михайловское. Музей-усадьба Ганнибала — Пушкиных. Пушкиногорский район.
- Наумово. Музей-усадьба М. П. Мусоргского — с. Куньинского района.
- Петровское. Музей-усадьба Ганнибалов: Абрама Петровича, Петра Абрамовича, Вениамина Петровича — Компанион К. Ф. — Княжевич К. Ф. Пушкиногорский район.
- Полибино. Мемориальный музей-усадьба С. В. Ковалевской — с. Великолукского района.
- Тригорское. Пушкиногорский район.
- Холомки. Порховский район. Гагариных

### Музеи
Федеральные музеи :
- ФГБУК "Государственный мемориальный историко-литературный и природно-ландшафтный музей-заповедник А. С. Пушкина «Михайловское»

Государственные музеи :
- ГБУК Псковский государственный объединённый историко-архитектурный и художественный музей-заповедник
- ГБУК Государственный историко-архитектурный и природно-ландшафтный музей-заповедник «Изборск»
- ГБУК Псковской области «Военно-исторический музей-заповедник»

Муниципальные музеи :
- МБУК «Бежаницкий историко-культурный центр Философовых»
- МБУК «Литературно-художественный музей имени писателя И. А. Васильева»
- МБУК «Краеведческий музей города Великие Луки»
- МБУК «Гдовский музей истории края»
- МБУК «Музей истории Невеля»
- МБУК «Порховский краеведческий музей»
- МБУК «Краеведческий музей Дружбы народов истории Пыталовского края»
- МБУК «Себежский краеведческий музей»

### Памятники. Изваяния
- Алии Молдагуловой. Новосокольники.
- А. С. Пушкину. Святые Горы

Себеж. Открыта скульптурная композиция в память об актёре Зиновии Гердте.
- Памятники Пскова
- Великие Луки. Памятник Александру Матросову. Памятник-бюст Рокоссовскому К. К.. Памятник-бюст Пушкину А. С. Памятник В. И. Ленину у железнодорожного вокзала. Стела «Город воинской славы» на пл. Ленина (19 июля 2010 г.)
- Идрица. Памятник-бюст Герою Советского Союза Михайлову Е. В. (1955 г.; ск. Мотовилов Г. И., арх. Поляков Л. М.)[79]
- Карево — Наумово. Памятник Мусоргскому М. П.
- Новосокольники. Памятник Алие Молдагуловой. Памятник В. И. Ленину.
- Остров. Памятник Клавдии Назаровой (19 мая 1963 г.)
- Порхов. Памятник-бюст Александру Невскому. Памятник В. И. Ленину.
- Порховский район. Красуха. «Скорбящая псковитянка» (21 июля 1968 г.; ск. Усаченко А. П.; арх. Бутенко П. С.).
- Пыталово. Памятник В. И. Ленину.
- Себежский район. Курган Дружбы на границе с Латвией и Беларусью.
- Невель. Памятник В. И. Ленину. Памятник казахской пулемётчице, герою Советского Союза, Маншук Маметовой. Памятник воинам-освободителям. Бюст А. С. Пушкина.

## Культурное наследие
Всего на территории Псковской области учитывается 4310 объектов культурного наследия: федерального значения — 2612, регионального значения — 1698 .
На сегодняшний день в перечне выявленных объектов культурного наследия значится 79 объектов, в том числе 23 археологических объекта и 56 объектов вида «памятник».
Распоряжением Правительства Российской Федерации от 17.09.2016 г. № 1975-р 18 объектов культурного наследия федерального значения, расположенных на территории г. Пскова, признаны особо ценными объектами культурного наследия народов Российской Федерации, включая:
- «Покровская башня», XV в.
- «Гремячая башня», XVI в.
- «Троицкий кафедральный собор с колокольней», XVII в., 1830 г.
- «Собор Иоанна Предтечи Ивановского монастыря», 1240 г.
- «Преображенский собор», XII в.
- «Собор Рождества Богородицы», XVI в.
- «Приказная палата», XVII в.
- «Поганкины палаты», XVII в. и др.
- Церковь Михаила Архангела с колокольней, XIV в;
- Церковь Покрова от Пролома, XV—XVI вв;
- Церковь Косьмы и Дамиана с Примостья, остатки колокольни, ворота и ограда, XV—XVII вв;
- Церковь Георгия со Взвоза, 1494 г.;
- Церковь Богоявления со звонницей, 1489 г.;
- Церковь Успения с Пароменья со звонницей, 1521 г.;
- Церковь Николы со Усохи, XVI в;
- Церковь Петра и Павла с Буя, XVI в.;
- Церковь Старое Вознесение, XV в.;
- Церковь Василия на горке, XV в

Структура объектов культурного наследия Псковской области по видовой принадлежности:
- памятники (включая памятники в составе ансамблей): 1721 объектов культурного наследия, из них:
  - федерального значения — 229
  - регионального значения — 1492
- ансамбли: 236 объектов культурного наследия, из них:
  - федерального значения — 48
  - регионального значения — 188
- достопримечательные места: 19 объектов культурного наследия, из них:
  - федерального значения — 1
  - регионального значения — 18

Из общего количества объектов культурного наследия, расположенных на территории Псковской области:
- объекты археологического наследия — 2334
- объекты градостроительства и архитектуры — 1074, из них:
  - федерального значения — 200
  - регионального значения — 874
- объекты истории — 627, из них:
  - федерального значения — 27
  - регионального значения — 600
- объекты религиозного назначения — 380, из них:
  - федерального значения — 151
  - регионального значения — 229
- памятники садово-паркового искусства — усадьбы — 107, из них:
  - федерального значения — 14
  - регионального значения — 93

## Известные люди
- Алексеев Никандр Алексеевич (1891—1963) — поэт, писатель, член Союза писателей СССР (1934), участник Первой мировой войны .
- Аппен Александр Алексеевич (1910—1979) — доктор химических наук, профессор, заслуженный деятель науки и техники РСФСР.
- Беллавин Василий Иванович (Тихон) (1865—1925) — Патриарх Московский и всея Руси с 1917 г.
- Брадис Владимир Модестович (1890—1975) — математик, член-корреспондент Академии педагогических Наук РСФСР (1955 г.), заслуженный деятель науки РСФСР (1957 г.), автор широко известных «Четырёхзначных математических таблиц» (1928 г.), которые издавались более 50 раз.
- Васильев Валентин Михайлович (1940—1986) — художник, график, член Союза художников СССР. Родился в г. Пскове.
- Виноградов Иван Васильевич (1918—1995) — участник Великой Отечественной войны, партизан, поэт, писатель, журналист.
- Врангель Фердинанд (Фёдор) Петрович (1796—1870) — адмирал, учёный. Родился в г. Пскове в обедневшей дворянской семье.
- Добротворский Николай Петрович (1926—2002) — главный редактор Главной редакции информации Ленинградской студии телевидения, журналист, заслуженный работник культуры РСФСР.
- Зуров Леонид Фёдорович (1902—1971) — прозаик, археолог, искусствовед. Родился в г. Острове.
- Кайдан-Дешкин Сергей Фёдорович (1901—1972) — композитор, член Союза композиторов РСФСР и СССР (1960).
- Ковалевская Софья Васильевна (1850—1891) — первая в мире женщина, ставшая учёным-математиком, профессор, писатель и публицист, первая женщина России, ставшая членом-корреспондентом Санкт-Петербургской академии наук (1889 г.).
- Коновницын Пётр Петрович (1764—1822) — русский военный деятель, генерал от инфантерии, граф.
- Коновницын Пётр Петрович (младший) (1802—1830) — декабрист, старший сын героя Отечественной войны 1812 г. П. П. Коновницына.
- Крестовский Владимир Всеволодович (1888—1969) — заслуженный врач РСФСР, кандидат медицинских наук, главный хирург Псковской области.
- Кутузов (Голенищев-Кутузов) Михаил Илларионович (1747—1813) — светлейший князь Смоленский, генерал-фельдмаршал, кавалер всех высших степеней российских и многих иностранных орденов.
- Лавров Пётр Лаврович (1823—1900) — идеолог русского народничества, философ, публицист, социолог.
- Ладинский Антонин Петрович (1896—1961) — писатель.
- Лаптевы Харитон Прокофьевич (1700—1763) и Дмитрий Яковлевич (1701—1771) — мореплаватели, братья, уроженцы Псковщины.
- Лопырев Андрей Павлович (1908—2001) — краевед, почётный гражданин г. Великие Луки.
- Маляков Лев Иванович (1927—2002) — писатель, член Союза писателей СССР (1968), заслуженный работник культуры РСФСР (1983), участник Великой Отечественной войны.
- Минин Михаил Петрович (1922—2008) — участник Великой Отечественной войны, почётный гражданин г. Пскова (2005).
- Морозкина Елена Николаевна (1922—1999) — архитектор, искусствовед, поэт.
- Назимов Михаил Александрович (1801—1888) — декабрист.
- Нечаев Евгений Павлович (1915—1999) — писатель-прозаик, участник Великой Отечественной войны, Почётный гражданин г. Пскова.
- Николаев, Пётр Архипович (1920—1999) — первый секретарь Псковского обкома КПСС, ректор Псковского государственного педагогического института им. С. М. Кирова, кандидат исторических наук, профессор.
- Новиков Николай Степанович (1933—2013) — журналист, писать, краевед, член Союза журналистов СССР (1962), член Союза писателей СССР (1989), член Союза краеведов России (2012), лауреат премии Администрации Псковской области в 1999 г.
- Ордин-Нащокин Афанасий Лаврентьевич (1605—1680) — дипломат и политик в царствование Алексея Михайловича, боярин (с 1667 года), глава Посольского приказа.
- Петров Александр Дмитриевич (1794—1867) — первый русский шахматный мастер и шахматный теоретик.
- Скобельцын Борис Степанович (1921—1995) — архитектор, реставратор, Почётный гражданин г. Пскова.
- Ткачёв Пётр Никитич (1844—1885) — социолог, публицист, философ, идеолог народничества.
- Трояновский Борис Сергеевич (1883—1951) — музыкант, основоположник современной школы виртуозного исполнительства на балалайке.